# Citróny (Červený trpaslík)
Citróny (v anglickém originále Lemons) je třetí epizoda desáté série (a celkově padesátá osmá) britského sci-fi sitcomu Červený trpaslík . Poprvé byla odvysílána 18. října 2012 na britském televizním kanálu Dave.
Že je Rimmerovo prostřední jméno Jidáš (anglicky Judas) se ví již od epizody Lepší než život, nicméně zde je poprvé vysvětleno, že to není nadávka. Arnoldova matka mu ho dala proto, že věřila, že Jidáš byl dvojčetem Ježíše a obětoval sebe a svou pověst v prospěch svého bratra.

## Námět
Kryton najde v krabicích švédský přístroj na omlazování. Za pomoci ostatních ho sestrojí, bohužel špatně, a ten je místo toho přesune na Zemi do roku 23 po Kristu. Protože nemají náhradní baterii na ovládání přístroje, musí si ji vyrobit z citrónů a tak se vydávají z Anglie do Indie. Zde potkávají Ježíše, který ovšem není tím, za koho ho posádka Červeného trpaslíka považuje.

## Děj
Lister si griluje maso, které našel v mrazničce vedle Krytonovy ubikace, když do kuchyně vrazí Kocour a snaží se ho nalákat na turnaj v golfu na ošetřovně. Lister by si radši dal to maso, ale Kocour mu ho vezme a sní. Kryton objeví ve skladu krabice a v první z nich najde přístroj na omlazování DNA. Má to háček; přístroj je švédský a je třeba ho před použitím smontovat. To se příliš nepovede, na obrázku vypadá přístroj jinak, navíc spousta součástek nebyla namontována, protože nikdo neví, kam patří. Z tohoto důvodu přístroj nikdo nechce použít jako první, takže Kryton navrhne použít Listerovy ponožky. Ovšem po zapnutí přístroj paprsky ozáří všechny osoby v místnosti a následně je přenese neznámo kam.
Kocour, Kryton, Rimmer a Lister se objeví na neznámé planetě, kterou Kryton identifikuje jako Zemi zhruba v roce 23 po Kristu. Lister se chce vrátit, jenže Krytonův dálkový ovladač nefunguje, protože nemá baterii. Rimmer pohotově navrhne, ať si nějakou vyrobí z brambor, měděných mincí a pozinkovaných hřebíků. Problém je, že v Anglii, kde se čtveřice nachází, brambory v té době nejsou. Rimmer tedy místo nich navrhne citróny, jenže ty nejbližší rostou v Indii. Nic naplat, hoši z Trpaslíka se vydávají na půlroční pochod do Asie.
Když dorazí na tržiště, získají zde všechny nutné komponenty, i když to trvá další tři týdny. Kocour si stěžuje, že je zde všechno primitivní a pomalé, a Kryton jim dá historickou přednášku, kterou Lister zakončí slovy: "Fakt? Jéžiši..." Na to se otočí muž od vedlejšího stolu, který si myslí, že Lister mluví na něj. Rimmer nevěří, že jde o skutečného Ježíše Krista, ale Kryton dodá, že podle Bible ho nikdo neviděl od mládí až do třiceti let. Rimmer změní názor a chce od něj autogram, Lister ho ovšem upozorní, že jeho druhé jméno je Jidáš. Arnold jim vysvětlí, že toto jméno mu dala jeho matka, protože chtěla, aby měl stejné vlastnosti. Jelikož ale byla členkou Církve Jidášovy, věřila, že Jidáš a Ježíš byli dvojčata. Jidáš se následně obětoval pro svého bratra, takže se v pondělí mohl objevit "znovuzrozený" Ježíš. A jak dodá, "Ježíš se následně s Máří Magdalenou odstěhoval do Francie, založili rodinu a vynalezl trakař." Ježíš sedící u vedlejšího stolu je pozve na večeři, ale během té se objeví římští vojáci a chtějí ho zatknout. Všichni utečou, zabarikádují se v malé místnosti, kde Kryton vyrobí baterii a i s Ježíšem se teleportují na Trpaslíka.
Na lodi je Ježíš unesen především taškou, kterou ve své době nezná, ale také se znovu přihlásí jeho bolest, kterou Kryton definuje jako ledvinové kameny. Při následném probírání Listerova zdravotního stavu se ukáže, že mu Kryton v minulosti odebral slezinu a spolu s dalšími orgány ji umístil do ledničky vedle své ubikace. Kocour zjistí, že maso, které jedl na začátku epizody, byly právě Listerovy orgány a odbíhá zvracet. Ježíšova operace proběhne dobře, jenže druhý den ráno není ve své ubikaci. Lister totiž na stole nechal knihu, ve které jsou popsány všechny zločiny křesťanství (spáchané v Ježíšově jménu) a ten se vrátil do své doby, aby si pokazil reputaci. Hoši z Trpaslíka ho pronásledují a přitom vyjde najevo, že to není Ježíš z Nazarethu, ale Ježíš z Ceasarie, tedy úplně někdo jiný.
Když Lister dojídá své kůzlečí kari, objeví se na scéně další Ježíš v doprovodu svého bratra-dvojčete, Jidáše. Rimmer ho chce jít pozdravit, ale ostatní mu to zakážou.

## Zajímavosti
- V epizodě Poslední den Rimmer říká, že "jeho rodiče byli Vířiví adventisté sedmého dne", a tak věřili všemu v Bibli do posledního písmena. V této epizodě se ovšem dozvídáme, že jeho matka byla členkou Církve Jidášovy, která věří v alternativní výklad Bible, přitom jsou oba přístupy v naprostém rozporu.
- Baterie z citrónů, kterou Kryton sestavil, opravdu fungovala a dávala napětí 8 voltů.